# Merkur (planet)
 For alternative betydninger, se Merkur. (Se også artikler, som begynder med Merkur)
Merkur er planeten tættest på Solen og den mindste planet i Solsystemet, med en omløbstid om Solen på 87,969 dage. Merkurs kredsløb har den største excentricitet af alle Solsystemets planeter og den mindste aksehældning. Planeten roterer tre gange om sin akse, for hver gang den laver to omløb om Solen. Merkurbanens perihelium præcesserer omkring Solen med en størrelse, der er større end 43 buesekunder per århundrede; et fænomen, der blev forklaret i det 20. århundrede af Albert Einsteins Generelle relativitetsteori. Merkur er klar set fra Jorden, varierende i tilsyneladende størrelsesklasse fra −2,0 til 5,5, men den er ikke let at se, da den største vinkelafvigelse fra Solen kun er 28,3°. Da Merkur overstråles af Solens lys, kan den normalt kun ses i morgen- og aftenskumringen, medmindre der er solformørkelse.
Forholdsvist lidt er kendt omkring Merkur; jordbaserede teleskoper afslører kun en oplyst 'halvmåne' med begrænsede detaljer. Den første af to rumfartøjer, der har besøgt planeten var Mariner 10, der kun kortlagde omkring 45 % af planetens overflade fra 1974 til 1975. Den anden er MESSENGER, der kortlagde yderligere 30 % under sin første forbiflyvning d. 14. januar 2008. MESSENGER foretog to andre forbiflyvninger i henholdsvis oktober 2008 og september 2009, hvorefter den i 2011 gik i kredsløb og kortlagde hele planeten og foretog en lang række observationer af planeten frem til 2015.
Merkur ligner Månen: der er kraterfyldte områder og plane sletter, den har ingen måner og ingen atmosfære af betydning.
I modsætning til Månen har den dog en stor jernkerne, der frembringer et magnetfelt med en styrke på ca. 1 % af Jordens magnetfelt. Det er en usædvanlig tæt planet, da dens kerne er stor i forhold til hele planetens størrelse. Overfladetemperaturerne varierer fra 100 til 700 K (−173 °C til 427 °C), idet punkterne nærmest ækvator er de varmeste og bunden af kraterne nær polerne er de koldeste.
De ældste optegnede observationer af Merkur dateres tilbage til det første årtusinde f.Kr.
Før det 4. århundrede f.Kr. troede de græske astronomer at planeten var to adskilte objekter: ét der kun var synligt ved solopgang, som de kaldte Apollon, og ét der kun var synligt ved solnedgang, som de kaldte Hermes.
Det danske navn for planeten kommer fra det gamle Rom, som opkaldte den efter den romerske gud Merkur, som de ligestillede med den græske Hermes. Det astrologiske symbol for Merkur er en stiliseret version af Hermes' stav.

## Intern opbygning
Merkur er den ene af fire stenplaneter i Solsystemet og er et klippefyldt legeme som Jorden.
Det er den mindste planet i Solsystemet, med en ækvatorradius på 2.439,7 km.
Merkur er endda mindre — men mere massiv — end de største måner i Solsystemet: Ganymedes og Titan. Merkur består af omkring 70 % metallisk og 30 % silikat-materiale. Merkurs massefylde er den næststørste i Solsystemet med 5,427 g/cm³, kun lidt mindre end Jordens gennemsnitsdensitet 5,515 g/cm³.
Merkurs densitet kan bruges til at udlede detaljer omkring dens indre struktur. Mens Jordens densitet for en stor dels vedkommende skyldes gravitationel sammentrykning, specielt i kernen, er Merkur på grund af dens mindre størrelse meget mindre sammenpresset. Derfor må dens kerne være relativt stor og være rig på jern for at Merkurs gennemsnitsdensitet kan blive så høj.
Geologer anslår at Merkurs kerne udgør omkring 42 % af dens volumen; for Jorden er denne andel 17 %. Nylig forskning tyder stærkt på, at Merkur har en flydende kerne.
Omkring kernen er en 500–700 km kappe bestående af silikater. Baseret på data fra Mariner 10-missionen og jordbaserede observationer, antages det, at Merkurs skorpe er 100–300 km tyk. En karakteristisk egenskab ved Merkurs overflade er tilstedeværelsen af mange smalle højdedrag, hvoraf nogle strækker sig flere hundrede kilometer. Det antages at disse blev formet da Merkurs kerne og kappe afkøledes på et tidspunkt, da skorpen allerede var størknet.
Merkurs kerne har et højere jernindhold end nogen af de andre klippeplaneter i Solsystemet, og adskillige teorier er blevet foreslået til at forklare dette. Den bredest accepterede teori er at Merkur oprindeligt havde et metal-silikat forhold der svarede til almindelige chondrit-meteoritter, der antages at være typiske for Solsystemets klippeholdige stof, og dens masse var omkring 2,25 gange dens nuværende masse. Imidlertid kan Merkur være blevet ramt af en planetesimal tidligt i Solsystemets historie. Sammenstødet ville have fjernet det meste af den oprindelige kappe og skorpe og have efterladt kernen som en relativt stor del af det tilbageværende. En tilsvarende proces er blevet foreslået til at forklare dannelsen af Jordens måne (se Det gigantiske sammenstød).
Alternativt kan Merkur være blevet formet fra urtågen før Solens energioutput var stabiliseret. Planeten ville oprindeligt have haft den dobbelte af den nuværende masse, men efterhånden som
protosolen trak sig sammen, kunne temperaturerne nær Merkur have været mellem 2.500 and 3.500 K (Celsius er omkring 273 grader mindre), og måske så høje som 10.000 K. Meget af Merkurs overflade kunne være blevet fordampet ved sådanne temperaturer, idet der dannedes en atmosfære af fordampet klippe, der kunne være blevet ført bort af solvinden.
En tredje hypotese foreslår at urtågen forårsagede friktionsmodstand på partiklerne, som Merkur var ved at dannes fra, hvilket så medførte at lettere partikler gik tabt fra det materiale der var ved at samles. Hver af disse hypoteser forudsiger en forskellig overfladesammensætning, og de to rummissioner MESSENGER og BepiColombo har begge som delmål at teste disse hypoteser.

## Overfladegeologi
Merkurs overflade er overalt meget lig Månen i sin fremtræden: der findes udstrakte mare-lignende sletter og kraftig kraterdannelse, hvilket indikerer at planeten har været geologisk inaktiv i milliarder af år. Da vores viden om Merkurs geologi har været baseret på Mariners forbiflyvning i 1975 og jordbaserede observationer, er det den jordlignende planet man ved mindst om. Efterhånden som data fra den nylige MESSENGER-forbiflyvning bliver behandlet vil denne viden forøges. F.eks. har man fundet et usædvanligt krater med udstrålende slugter, som kaldes "edderkoppen".
Nogle områder af Merkur skiller sig ud ved at have en udpræget anderledes refleksion (albedo), som det kan ses ved observationer i kikkerter. Merkur har dorsa (også kaldet "wrinkle-ridges"), månelignende højlande, montes (bjerge), planitiae (sletter), rupes (klinter) og vallis (dale).
Merkur blev oprindeligt bombarderet med kometer og asteroider under og kort efter sin dannelse
4,6 milliarder år siden og muligvis også i en senere periode kaldet Late Heavy Bombardment, der sluttede for 3,8 milliarder år siden. I denne periode af intens kraterdannelse var der nedslag over hele planeten, hjulpet på vej af manglen på en atmosfære til at nedbremse objekterne. Dengang var planeten vulkansk aktiv; sletter som Calorisbassinet blev fyldt med magma fra planetens indre, hvilket skabte plane sletter, der ligner månehavene.
Data fra Messengers forbiflyvning i oktober 2008 gav forskere en større forståelse for Merkurs knudrede overfladestruktur.
Merkurs overflade er mere uensartet end både Mars og Månen, der begge har en lignende geologi med sletter og bjerge.

### Nedslagsbassiner og kratere
Kratere på Merkur varierer i størrelse fra små skålformede hulheder til multiringsbassiner, der er flere hundrede kilometer i diameter. De findes i alle tilstande, fra relativt nye kratere til meget nedbrudte kraterfragmenter. Merkuriske kratere adskiller sig fra månekratere derved at det område, der er dækket af det udslyngede materiale er meget mindre, grundet Merkurs stærkere tyngdekraft.
De største kendte kratere er Calorisbassinet, med en diameter på 1.550 km, og Skinakasbassinet med en yderringsdiameter på 2.300 km. Nedslaget der skabte Calorisbassinet, var så kraftigt, at det forårsagede lavaudbrud og efterlod en koncentrisk ring over 2 km høj, der omgiver nedslagskrateret. Antipodalt til Calorisbassinet er der et stort område med et usædvanligt bakket terræn, kendt som "det underlige terræn". En hypotese for dets dannelse er at chokbølger fra Caloris-nedslaget vandrede rundt om planeten og samledes antipodalt (på den modsatte side). De resulterende høje spændinger brød overfladen op. Alternativt er det blevet foreslået at terrænet blev formet som et resultat af sammenfald af adskilte nedslag ved dette bassins antipode.
Samlet set er der 15 nedslagsbassiner, der er blevet identificeret på den fotograferede del af Merkur. Et bemærkelsesværdigt bassin er det 400 km brede, multiringede Tolstojbassin, der har en rand af udslynget materiale der udstrækker sig 500 km fra dets kant og dens bund er blevet fyldt med jævnt slettemateriale. Beethovenbassinet har en rand af samme størrelse og en kraterkant der er 25 km i diameter. Som på Månen, har overfladen på Merkur oplevet effekterne af erosion af solvinden og mikrometeoroider.

### Sletter
Der er to geologisk adskilte områder på Merkur.
 Roligt rullende, bakkede sletter i områderne mellem kraterne er Merkurs ældste synlige overflade, som dateres før kraterne. Disse sletter mellem kraterne ser ud til at have opslugt mange tidligere kratere og viser en generel mangel på kratere under ca. 30 km i diameter. Det er ikke klart hvorvidt de er af vulkansk oprindelse eller skyldes nedslag. Interkrater-sletterne er fordelt nogenlunde jævnt over hele overfladen.
Jævne sletter er vidtstrakte flade områder som fylder fordybninger af forskellig størrelse og har en stærk lighed med månehavene. Bemærkelsesværdig fylder der en bred ring rundt om Calorisbassinet. I modsætning til månehave, har de jævne sletter på Merkur den samme albedo som de ældre sletter mellem kraterne.
På trods af manglen på entydige vulkanske træk, er beliggenheden og den afrundede, lobate form af disse sletter en stærk indikator for vulkansk oprindelse. Alle de jævne sletter på Merkur er formet væsentligt senere end Calorisbassinet, som det ses af den betydeligt mindre kratertæthed sammenlignet med tætheden på Caloris-kraterets rand. Bunden af Calorisbassinet er fyldt med en geologisk forskellig flad slette, der er brudt af kløfter og sprækker i polygone mønstre. Det er ikke klart hvorvidt de er vulkanske lavastrømme udløst ved nedslaget, eller et stort stykke af smeltet nedslagsmateriale.
Et usædvanligt træk ved planetens overflade er de talrige kompressionsfolder, der ligger på kryds og tværs af sletterne. Da planetens indre afkøledes, kan den have trukket sig sammen hvorved overfladen så blev deformeret og folderne blev skabt. Folderne kan ses på toppen af andre træk som kratere og glatte sletter, hvilket indikerer at folderne er af nyere oprindelse.
 Merkurs overflade deformeres af en betydelig tidevandsbølge forårsaget af Solen—Solens tidevandskræfter på Merkur er ca. 17 gange stærkere end Månens på Jorden.

## Overfladebetingelser og "atmosfære" (exosfære)
Middeltemperaturen på overfladen af Merkur er 442.5 K, men varierer fra 100 K til 700 K som en følge af at der ikke er en atmosfære og at der er en stejl temperaturgradient mellem ækvator og polerne. Ækvatorpunkterne når omkring 700 K i perihelium og falder så til 550 K i aphelium. på den mørke side af planeten er temperaturerne i gennemsnit 110 K. Intensiteten af sollyset på Merkurs overflade varierer mellem 4.59 og 10.61 gange solkonstanten (1,370 W·m−2).
På trods af de generelt meget høje temperaturer på dens overflade, indikerer observationer kraftigt at is findes på Merkur. MESSENGER-sondens observationer bekræftede eksistensen af vand på planeten. Bunden af dybe kratere nær polerne får aldrig direkte sollys, og temperaturen der forbliver under 102 K; meget lavere end det globale gennemsnit. Vandis reflekterer radarstråler kraftigt, og observationer med 70 m Goldstone teleskopet og VLA i de tidlige 1990'ere afslørede at der er stykker med meget høj radarreflektion nær polerne. Mens is ikke er den eneste mulige forklaring på de reflekterende områder, mener astronomer at det er den mest sandsynlige.
De isfyldte områder antages at rumme mellem 1014–1015 kg is, og er muligvis dækket af et lag af regolit der forhindrer sublimation. Til sammenligning har den Antarktiske iskappe på Jorden en masse omkring 4×1018 kg, og Mars' sydpolskappe indeholder omkring 1016 kg vand. Oprindelsen til isen på Merkur er ikke kendt endnu, men de mest sandsynlige kilder er outgassing af vand fra planetens indre eller deponering fra kometer.
Merkur er for lille til at dens gravitation kan fastholde nogen atmosfære af betydning over længere tid;
planeten har dog en "tenuous surface-bounded exosfære" indeholdende hydrogen, helium, oxygen, natrium, calcium og kalium. Denne exosfære er ikke stabil – atomer tabes kontinuerligt og tilføres fra et udvalg af kilder.Hydrogen og helium atomer kommer sandsynligvis fra at solvinden, diffunderer ind i Merkurs magnetosfære inden den igen slipper ud i rummet. radioaktivt henfald af grundstoffer i Merkurs skorpe er en anden kilde til helium, såvel som natrium og kalium. MESSENGER fandt høje andele af calcium, helium, hydroxid, magnesium, oxygen, kalium, silicium og natrium. Vanddamp er tilstede, det frigøres ved en kombination af processer såsom: kometer der rammer overfladen,sputtering der skaber vand ud fra hydrogen fra solvinden og oxygen fra klipper, og sublimation fra vandisreservoirer i de polare kratere. Opdagelsen af høje mængder af vand-relaterede ioner som O+, OH- og H2O+ var en overraskelse. På grund af mængden af disse ioner der blev detekteret i rummet omkring Merkur, antages det af forskere at disse molekyler er blæst væk fra overfladen af solvinden.
Natrium og kalium blev opdaget i atmosfæren i 1980'erne og antages primært at være resultat af fordampning af overfladeklippe ramt af mikrometeoroider. Grundet disse stoffers evne til at formørke sollys, kan jordbaserede observatører nemt detektere deres sammensætning i atmosfæren. Studier indikerer at natrium emissionerne til tider er lokaliserede ved punkter, der svarer til planetens magnetiske dipoler. Dette kunne indikere en vekselvirkning mellem magnetosfæren og planetens overflade.

## Magnetfelt og magnetosfære
På trods af dens lille størrelse og langsomme 59 dages rotation har Merkur et betydeligt og tilsyneladende globalt magnetfelt. Ifølge målinger taget af Mariner 10, er dets styrke omkring 1.1% af jordens magnetfelt. Den magnetiske feltstyrke omkring Merkurs ækvator er omkring 300 nT. Merkurs magnetfelt er dipolært som jordens. I modsætning til Jorden, er Merkurs magnetiske poler næsten parallelle med planetens omdrejningsakse. Målinger fra både Mariner 10 og MESSENGER rumfartøjet har indikeret at styrke og form af magnetfeltet er konstant.
Det er sandsynligt at dette magnetfelt er frembragt ved en dynamo-effekt, på lignende måde som jordens magnetfelt. Denne dynamoeffekt ville så skyldes cirkulationer af planetens jernrige kerne. Specielt stærke tidevandseffekter forårsaget af planetens store baneexcentricitet ville sørge for at holde kernen i den krævede flydende tilstand.
Merkurs magnetfelt er stærkt nok til at afbøje solvinden rundt om planeten og skaber derved en magnetosfære.
Selv om planetens magnetosfære er lille nok til at ligge inde i Jorden  er det stærkt nok til at indfange solplasma. Dette medvirker til rumvindserosionen af planetens overflade. Observationer udført af Mariner 10 fartøjet detekterede dette lav-energiplasma i magnetosfæren på planetens natteside. Udbrud af energirige partikler blev detekteret i magneto-halen, hvilket indikerer en omskiftelighed i magnetosfæren.
Under dens anden forbiflyvning af planeten 6. oktober 2006, opdagede Messenger at Merkurs magnetfelt kan være meget hullet. Rumfartøjet mødte magnetiske tornadoer – snoede bundter af magnetiske felter, der forbinder planetens magnetfelt med det omgivende rum – de var op til 800 km brede eller en tredjedel af planetens radius. Disse tornadoer dannes når magnetiske felter båret af solvinden forbindes med Merkurs magnetfelt. Når solvinden blæser forbi Merkurs felt, bliver de forbundne magnetiske felter båret med den og vikles op til hvirvelagtige strukturer. Disse snoede magnetiske rør, teknisk betegnet som flux transfer events danner, er åbent vindue i planetens magnetiske skjold hvor solvinden kan trænge ind og direkte påvirke Merkurs overflade.
Sammenkædningen af interplanetariske og planetariske magnetfelter kaldet
magnetic reconnection, er almindelig i verdensrummet. Den foregår også i jordens atmosfære, hvor den også skaber tornadoer. Imidlertid viser MESSENGER observationer genforbindelseshyppigheden er 10 gange større på Merkur. Merkurs nærhed på Solen forklarer kun en tredjedel af genforbindelseshyppigheden der er observeret af Messenger.

## Bane og rotation
Merkur har den mest excentriske bane af alle planeter; dens excentricitet er 0.21 og dens afstand fra Solen varierer mellem 46 og 70 millioner kilometer. Den er 88 dage om et omløb.
Diagrammet til højre illustrerer virkningerne af excentriciteten, idet den viser Merkurs bane sammen med en cirkulær bane med sammen halve storakse.
Den højere hastighed af planeten nær dens perihelium er klart fra den større afstand den dækker i hvert 5-dages interval. Størrelserne af kuglerne, der er omvendt proportional med deres afstand fra Solen bruges til at illustrere den varierende solafstand. Denne varierende afstand til Solen, kombineret med en 3:2 spin-orbit resonans af planetens rotations rundt om dens akse, medfører komplekse variationer i overfladetemperaturen.
En dag på Merkur varer omkring 176 jorddage, hvilket er omkring dobbelt så langt som Merkurs omløbstid, omkring 88 dage. Det medfører at et år er omkring en halv dag lang, og en Merkurdag varer omkring 2 Merkurår.
Merkurs bane hælder 7° i forhold til (ekliptika), som vist i diagrammet til højre. Som resultat kan en Merkurpassage hvor planeten bevæger sig ind foran Solen kun ske når den krydser ekliptikas plan i den tid hvor den er mellem Jorden og Solen. Det sker ca. hvert syvende år.
Merkurs aksehældning er tæt på 0, som med den bedste måleværdi givet som 0.027°. Dette er væsentligt mindre en Jupiters, der har den næstmindste aksehældning på 3.1 grad. Dette betyder at Solen ikke kommer højere end 2.1′ over horisonten ved polerne.
På visse punkter af Merkurs overflade vil en observatør kunne se Solen stige halvvejs på himlen, for derefter at gå ned igen, for derefter at stå op igen, alt inden for det samme Merkurdøgn. Dette skyldes at Merkurs vinkelhastighed i omløbsbanen er lig med dens vinkelhastighed i akserotationen, omkring fire dage før perihelium, således at Solens tilsyneladende bevægelse ophører. Derfor synes Solen at bevæge sig baglæns. Fire dage efter perihelium, star

### Spin–bane resonans
I mange år blev det antaget at Merkur var synkront tidevandslåst med Solen, idet den da skulle rotere en gang for hvert omløb og vende den samme side mod Solen hele tiden, på samme måde som Månen altid vender mod Jorden. Radarobservationer i 1965 viste imidlertid, at planeten har en 3:2 spin–bane resonans, idet den roterer tre gange for hver to omløb om Solen; excentriciteten af banen gør denne resonans stabil- ved perihelium, når Solens tidevandskræfter er stærkest, står Solen næsten stille på merkurhimlen.
Takket være 3:2 spin–bane resonansens, varer en soldag (længden mellem to meridianpassager af Solen)omkring 176 jorddage. En siderisk dag (tiden for en rotation) varer omkring 58,7 jorddag.
Simulationer viser at baneexcentriciteten varierer kaotisk fra omkring 0 (cirkulær) til over 0,45 over millioner af år grundet perturbationer fra de andre planeter. Dette antages at forklare Merkurs 3:2 spin-bane resonance (i stedet for de mere sædvanlige 1:1), fordi det er mere sandsynligt at denne tilstand opstår i perioder med høj excentricitet.

### Flytning af perihelium
Gennem det 19 århundrede bemærkede den franske matematiker Le Verrier at den langsomme præcession i Merkurbanen rundt om Solen ikke kunne forklares helt med klassisk mekanik og perturbationer fra de kendte planeter. Han foreslog at der kunne være en anden planet tættere på Solen for at forklare afvigelserne. Den hypotetiske planet Vulkan blev dog ikke fundet.
Præcessionen af Merkur er ca. 5600 buesekunder per århundrede. Klassisk mekanik forudsiger med alle virkninger af de andre planeter medregnet, en præcession på 5557 buesekunder per århundrede. I det tidlige 20'ende århundrede blev det muligt at forklare det observerede ved hjælp af Albert Einsteins Generelle relativitetsteori. Effekten er meget lille: det drejer sig om 42.98 buesekunder per århundrede, derfor tager det 12 millioner baneomløb for perihelium at bevæge sig en hel omgang. Lignende mindre virkninger findes for andre planeter med 8,62 buesekunder per århundrede for Venus, 3,84 for Jorden, 1,35 for Mars og 10,05 for 1566 Icarus.

## Observation
Merkurs tilsyneladende størrelse varierer mellem omkring ca. −2,0 — klarere end Sirius — og 5,5. Observationer af Merkur vanskeliggøres af dens nærhed til Solen, da den overstråles af Solen det meste af tiden. Merkur kan kun observeres en kort stund i morgen og aftenskumringen. Hubble-rumteleskopet kan slet ikke observere Merkur, pga. sikkerhedsprocedurer, der forhindrer at det peger for tæt på Solen.
Som Månen udviser Merkur faser set fra Jorden, den er "ny" i nedre konjunktion og "fuld" i øvre konjunktion. Planeten forsvinder af syne ved begge disse lejligheder grundet at den stiger og går ned samtidigt med Solen i begge tilfælde. Når den er i største vestlige elongation står den op før Solen og når den er i største østlige elongation går den ned efter Solen.. I begge tilfælde er Merkur 28° fra Solen.
Merkur er i nedre konjunktion hver 116'ende dag i gennemsnit, men det varierer mellem 105 og 129 dage grundet baneexcentriciteten. Merkur kan komme så tæt på Jorden som 77,3 millioner km. 1871 var første gang i 41.000 år at Merkur var tættere end 82,2 millioner km, noget som er sket 68 gange siden, regnet til 2008. Den næste tilnærmelse der er inden for 82,1 millioner km er i år 2679, og tættere end 82 millioner km i 4487. Men den vil ikke komme tættere på Jorden end 80 millioner km før år 28622. Perioden med retrograd bevægelse som set fra Jorden, varierer mellem 8 og 15 dage på begge sider af nedre konjunktion. Dette store spænd skyldes planetens store baneexcentricitet.
Merkur er oftere synlig fra den sydlige halvkugle end fra den nordlige halvkugle; dette skyldes at den er i største vestlige elongation når det er tidligt efterår på den sydlige halvkugle, mens den er i største østlige elongation i den sene vinter på den sydlige halvkugle. I begge disse tilfælde, er Merkurs vinkel med ekliptika størst mulig, hvilket betyder at den står op flere timer før Solen og først går ned flere timer efter Solen. Omvendt på den nordlige halvkugle, er Merkur aldrig over horisonten når nattehimlen endelig er mørk.
Merkur er klarest lige før og efter den er fuld. Selv om planeten er længere væk i disse situationer, så opvejer det større belyste areal mere end rigeligt den større afstand. Det omvendte gør sig gældende for Venus, der er klarest når den ses som et tyndt segl, fordi den da er meget tættere på Jorden end lige før den er fuld.

## Studier af Merkur

### Oldtidens astronomer
De tidligst kendte optegnede observationer af Merkur er fra Mul-Apin-tavlerne.
Disse observationer blev sandsynligvis lavet af en assyrisk astronom omkring det 14. århundrede f.Kr.
 Kileskriftsnavnet for Merkur på MUL.APIN-tavlerne transskriberes som UDU.IDIM.GU4.UD ("den hoppende planet").[a] babylonske optegnelser af Merkur dateres til det 1. årtusinde f.Kr. Babylonierne kaldte planeten Nabu efter gudernes sendebud i deres mytologi.
De antikke grækere på Hesiods tid kendte planeten som Στίλβων (Stilbon), hvilket bedtyder "den strålende", og Ἑρμάων (Hermaon). Senere grækere kaldte den Apollon når den sås om morgenen og Hermes når den sås om aftenen. Omkring 4. århundrede f.Kr. indså de græske astronomer at det var den samme planet de så i begge tilfælde. Romerne opkaldte planeten efter det rapfodede romerske budbringer.gud Merkur, som de sidestillede med den græske Hermes, fordi den bevæger sig hurtigere over himlen end de andre planeter.
I oldtidens Kina var Merkur kendt som Ch'en-Hsing, Timestjernen. Den blev forbundet med retningen nord og vandets faser i Wu Xing. Hinduistisk mytologi brugte navnet Budha for Merkur, og denne gud mentes at bestemme over onsdagen. Guden Odin i nordisk mytologi blev forbundet med planeten Merkur og onsdagen. Mayacivilisationen kan have repræsenteret Merkur som en ugle (eller muligvis fire ugler; to for morgenen og to for aftenen) der fungerede som budbringer til underverdenen.

### Jordbaserede observationer
De første kikkert-observationer af Merkur blev udført af Galilei tidligt i 1600-tallet. Selvom han observerede faser når han kiggede på Venus, var hans teleskop ikke stærkt nok til at se Merkurs faser. I 1631 lavede Pierre Gassendi de første observationer af en planetpassage forbi Solen, da han så en merkurpassage forudsagt af Johannes Kepler. I 1639 brugte Giovanni Zupi et teleskop til at opdage at Merkur havde faser ligesom Venus og Månen. Denne observation demonstrerede på afgørende vis at Merkur kredsede om Solen, en støtte for det kopernikanske verdensbillede.
En meget sjælden begivenhed i astronomi er passagen af en planet foran en anden (okkultation), når der observeres fra Jorden. Merkur og Venus okkulterer hinanden med nogle få århundreders mellemrum, og begivenheden 28. maj 1737 er den eneste historisk observerede, der blev set af John Bevis på Royal Greenwich Observatory. Den næste venusokkultation af Merkur er 3. december 2133.
Vanskelighederne ved at observere Merkur betyder at den er blevet meget mindre undersøgt end de andre planeter.
I 1800 lavede Johann Schröter observationer af overfladestrukturerne, idet han påstod at have set 20 km høje bjerge. Friedrich Bessel brugte Schröters tegninger til fejlagtigt at anslå rotationsperioden til 24 timer og en aksehældning på 70°. I 1880'erne kortlagde Giovanni Schiaparelli planeten mere præcist og foreslog, at Merkurs omdrejningstid var 88 dage, det samme som dens omløbstid pga. tidevandslåsning. Dette fænomen er kendt som bunden rotation og udvises af måner. Anstrengelserne for at kortlægge overfladen af Merkur blev fortsat af Eugenios Antoniadi, der udgav en bog i 1934 som inkluderede både kort og hans egne observationer.
Mange af planetens overfladetræk , specielt albedo features, har deres navne fra Antoniadis kort.
I juni 1962 blev sovjetiske videnskabsmænd ved instituttet for Elektronik og Radioingeniørkunst under det Sovjetiske Videnskabsakademi under ledelse af Vladimir Kotelnikov de første til at sende radarsignaler til Merkur, hvilket startede radarobservationerne af planeten.
Tre år senere viste radarobservationer af amerikanerne Gordon Pettengill og R. Dyce, der brugte 300-meter radioteleskopet ved Arecibo Observatoriet i Puerto Rico endeligt at planetens rotationsperiode var omkring 59 dage.
Den teori at Merkurs rotationsperiode var bunden var blevet almindeligt anerkendt, og det var en overraskelse for astronomerne da resultaterne af radarobservationerne blev offentliggjort.
Hvis Merkurs rotation var blevet låst af tidevandskræfter, ville den mørke side være ekstremt kold, men målinger af denne sides temperatur viste at den var meget varmere end forventet.
Astronomerne var modvillige til at opgive teorien om bunden rotation og foreslog alternative mekanismer, såsom kraftige vinde der kunne fordele varmeenergien, til at forklare observationerne.
Den italienske astronom Giuseppe Colombo havde bemærket at rotationstiden var omkring to-tredjedele af Merkurs omløbstid, og foreslog at en anden type af tidevandslåsning havde fundet sted i hvilken planetens omløbs- og rotationstid var låst i forholdet 3:2 i stedet for 1:1. Data fra Mariner  10 bekræftede efterfølgende disse observationer.
Det betyder at Schiaparellis og Antoniadis kort ikke var "forkerte".
Derimod så astronomerne de samme træk i hvert andet omløb og optegnede dem, men så bort fra dem, der kunne ses i mellemtiden, mens Merkurs anden halvdel vendte mod Solen, fordi banegeometrien betyder at disse observationer blev gjort under dårlige observationsforhold.
Jordbaserede observationer bragte ikke meget mere ny information frem om Merkur, og det var
først da en rumsonde fløj forbi Merkur, at mange af dens grundlæggende egenskaber blev kendt.
Imidlertid har nylige tekniske fremskridt ført til forbedringer i jordbaserede observationer. I 2000 blev højopløsningsobservationer gennemført af Mount Wilson Observatoriets 1,5 meter Hale-teleskop.
De gav de første billeder hvor man kunne skelne overfladetræk på de dele af Merkur, som ikke blev fotograferet af Mariner 10-missionen. Senere billeder har vist, at der kan være et dobbeltringet nedslagskrater, der er større end Calorisbassinet på den side af planeten, der ikke blev kortlagt af Mariner 10. Det er uformelt blevet navngivet som Skinakasbassinet.
Det meste af planeten er blevet kortlagt af Areciboradioteleskopet, med 5 km opløsning, inklusive polære aflejringer i kratere der ligger i skygge og som kunne være is.

### Udforskning med rumfartøjer
At komme til Merkur fra Jorden indebærer store tekniske udfordringer, da planeten kredser så meget tættere på Solen end Jorden. Et rumfartøj med kurs mod Merkur, der letter fra Jorden, skal rejse over 91 millioner km. ind i Solens potentialbrønd. Merkur har en banehastighed på 48 km/s, mens Jordens banehastighed er 30 km/s. Derfor skal rumfartøjet lave en stor hastighedsændring for at indtræde i en Hohmann transfer bane der passerer nær Merkur, sammenlignet med de hastighedsændringer der skal til for andre planetmissioner.
Den potentielle energi der frigøres, omsættes til kinetisk energi og dermed en højere hastighed, der så skal nedbremses igen. For at lande sikkert eller indtræde i et stabilt kredsløb er rumfartøjet helt afhængigt af raketmotorer. Luftbremsning er udelukket pga. mangel på atmosfære. En rejse til Merkur kræver faktisk mere raketbrændstof end der kræves til at undslippe solsystemet helt. Som et resultat af dette har kun to rumfartøjer besøgt planeten hidtil. Et foreslået alternativ er at bruge et solsejl til at opnå en Merkur-synkron bane omkring Solen.

#### Mariner 10
Det første rumfartøj der besøgte Merkur var NASA’s Mariner 10 (1974–75). Rumfartøjet brugte gravitationen fra Venus til at justere sin banehastighed så den kunne nærme sig Merkur, hvilket gjorde den til det andet rumfartøj der anvendte Gravity assist og den første NASA-sonde der besøgte flere planeter. Mariner 10 gav de første nærbilleder af Merkurs overflade, der viste den meget kraterfyldte overflade og de mange højderygge, som senere blev tilskrevet at planeten skrumpede lidt da dens jernkerne blev afkølet. Uheldigvis var Mariner 10's omløbstid præcis det dobbelte af Merkurs egenrotation, så det var altid den samme side af planeten, der var belyst ved hver passage af Mariner 10. Dette gjorde observationer af hele planeten umulig, uanset antallet af forbiflyvninger, og resulterede i at mindre end 45 % af overfladen blev kortlagt.
Den 27 marts 1974, to dage før den første forbiflyvning af Merkur, registrerede Mariner 10's instrumenter store mængder af uventet ultraviolet stråling i nærheden af Merkur. Dette førte til spekulationer om eksistens af en måne.
Kort derefter identificeredes kilden til at være stjernen 31 Crateris, og månehypotesen kunne forkastes.
Rumfartøjet lavede tre tætte anflyvninger af Merkur, den tætteste var på 327 km fra overfladen. Ved den første anflyvning registrerede instrumenterne et magnetfelt, til stor overraskelse for planetgeologer — Merkurs rotation blev anset for at være for langsom til at kunne generere en dynamoeffekt af betydning. Den anden anflyvning blev primært brugt til fotografering, men ved den tredje anflyvning blev der opsamlet omfattende data om magnetfeltet. Data viste at planetens magnetfelt ligner Jordens meget, idet det afbøjer solvinden rundt om planeten. Oprindelsen af magnetfeltet er stadigt omdiskuteret.
Kun nogle få dage efter dens endelige tætte anflyvning løb Mariner 10 tør for brændstof. Da dens kredsløb ikke længere kunne kontrolleres præcist, blev sonden instrueret til at lukke sig selv ned 24 marts 1975. Mariner 10 antages stadigt at kredse om Solen, idet den passerer Merkur hver anden merkurdag 

#### MESSENGER
En anden NASA mission til Merkur, kaldet MESSENGER (MErcury Surface, Space ENvironment, GEochemistry, and Ranging), blev opsendt den 3. august 2004, fra Cape Canaveral om bord på en Boeing Delta 2 raket. Den lavede en forbiflyvning af Jorden i august 2005 og af Venus i oktober 2006 og juni 2007 for at placere dens bane korrekt i forhold til at gå i kredsløb om Merkur.
Den første forbiflyvning af Merkur var 14. januar 2008 og en anden den 6. oktober 2008.
Den tredje forbiflyvning er sket d. 29. september 2009. Det meste af den halvdel, der ikke blev kortlagt af Mariner 10 er blevet eller vil blive kortlagt under disse forbiflyvninger. Sonden gik i en elliptisk bane rundt om planeten d. 18. marts 2011.
Den planlagte kortlægningsperiode er et jordår men rumsonden var aktiv til d. 30. april 2015.

Missionen er designet til at samle information om seks nøgleemner: Merkurs høje densitet, dens geologiske historie, oprindelsen til dens magnetiske felt, strukturen af dens kerne, om den har is ved polerne og hvor dens svage atmosfære kommer fra.
Til dette formål medfører sonden fotoudstyr, der kan optage billeder i en meget højere opløsning end billederne fra Mariner 10, udvalgte spektrometre til at bestemme mængderne af grundstoffer i skorpen og magnetometre og udstyr til at måle hastigheder af ladede partikler. Detaljerede målinger af små ændringer i sondens hastighed når den kredser, skal bruges til at udlede detaljer om planetens indre struktur.

#### BepiColombo
Det europæiske rumfartsagentur ESA har en fælles mission med JAXA kaldet BepiColombo, der skal kredse om Merkur med to sonder. En til at kortlægge planeten og en til at studere dens magnetosfære. En Sojuz-Fregat-raket skal opsende bussen der bærer de to sonder i oktober 2018 fra ESA's rumhavn Kourou for at udnytte den ækvatoriale placering. Som med MESSENGER, skal BepiColombo-bussen lave tætte passager af andre himmellegemer undervejs til Merkur for at opnå tyngdeassisterede baneændringer, idet den passerer Månen og Venus og laver adskillige passager af Merkur inden den går i kredsløb. Der skal bruges en kombination af kemiske og ionmotorer, de sidstnævnte skal arbejde kontinuerligt i lange perioder. Bussen vil nå Merkur i 2019. Bussen vil frigøre magnetometersonden i en elliptisk bane, de kemiske raketter bliver så affyret for at sende kortlægningssonden i en cirkulær bane. Begge sonder skal operere i et jordår.
Kortlægningssonden skal medføre en samling af spektrometre magen til dem på MESSENGER og skal studere planeten ved mange forskellige bølgelængder, herunder infrarød, ultraviolet, røntgen- og gammastråling. Bortset fra at undersøge planeten intenst, håber forskerne at bruge sondens nærhed til Solen til at teste forudsigelserne af den Generelle Relativitetsteori med forbedret nøjagtighed.
Missionen er opkaldt efter Giuseppe (Bepi) Colombo, videnskabsmanden der først bestemte arten af Merkurs spin-bane resonans og som var involveret i planlægningen af Mariner 10’s gravity assist-bane til planeten i 1974.

## Merkur i kulturen
I astrologien er Merkur den planet der bestemmer over Tvillingerne og Jomfruen.
På kort over Merkur lavet før astronomer havde detaljerede kort var området Solitudo Hermae Trismegisti (Hermes Trismegistos' ødemark) identificeret som et væsentligt træk ved planeten, idet det var angivet at dække omkring en fjerdedel af planeten i den sydøstlige kvadrant.

Merkur, Den bevingede budbringer er en del af Gustav Holsts Planeterne.
I Teosofi antages det, at efter den nuværende omgang af menneskelig spirituel udvikling ved reinkarnation af menneskelige sjæle i rodracer på Jorden er tilendebragt efter adskillige millioner år fra nu, vil menneskeracen migrere til Merkur for at fortsætte deres udvikling der.
Operation Merkur var kodenavnet for den tyske invasion af Kreta i Anden verdenskrig.
Mercury har været et bilmærke hos Ford siden 1939.